# Аблай хан
Вали-Ула Абилмансур Аблай хан (на казахски: Әбілмансұр хан, наричан и Абулай хан; 1711 – 1781) става осемнадесетия хан на казахите, след като преодолява разединението Трите орди през 1771 г.
Абилмансур е роден в Туркестан, столица на съюза Орта жуз – Средната казахска орда. Той е син на Коркем султан, внук на Аблай Кръвожадния хан и потомък на Барак хан, с което наследява властта над Средната орда. Баща му е убит след нападение на ойратите от Джунгария и Абилмансур бяга в Самарканд. Младостта на изгнаника преминава като пастир на известния вожд Толе, комуто служи под името Сабалак „Мръсния“. Той започва да ползва името на дядо си като боен вик, а след победата си над джунгарския военачалник Шаръш печели името на Канъшер Аблай като собствено и уважението на джигитите, които го риемат за свой „батър“ (герой).

## Воин
През 1739 г. Абилмамбет хан консолидира Средната орда, а Аблай е избран за главен военачалник на съюза. През 1740 година 120 първенци сред казахите от Орта жуз посещават Оренбург, където сключват договор за покровителство от страна на Руската империя. С осигурена западна граница казахите продължават войната си с джунгарите, но през 1742 при река Ишим Аблай попада във вражески плен. Като високопоставен заложник той получава специално отношение, учи монголски и манчжурски език, дружи с Амурсана и често гостува на хунтайджи Галдан Церен. През есента на 1743 г. с посредничеството на руския дипломат Карл Милер Аблай е заменен за друг аманат.
През 1744 г. Абулмамбет хан връща ханското седалище в Туркестан, а към 1746, след смъртта на Галдан-Церен, Имперски Цин подчинява Джунгария и заплашва пасищата на Средната орда. Казахите дават убежище на ойратския метежник Амурсана против империи, но в крайна сметка им се налага да признаят манчжурското господство. През 1757 г. синът на Абулмамбет и Аблай отиват на дипломатическа мисия в Пекин, където получават за своя владетел титлата ван – васален княз. Едновременно с това Аблай възстановява и връзките с Руската империя, опитвайки да провежда политиката „между лъв и дракон“. През 1759 в Петербург е изпратен родственика на Аблай Жолбаръс в знак на потвърждение на руския протекторат. Този акт налага изпращане през 1762 г. на заложници и в Пекин, с което казахите получават правото да установят пазари в Чугучак и Кулджа.

## Хан
През 1771 г. умира Абулмамбет хан. Правото на братята и сина му върху унаследяването на ханската титла не е уважено и курултая на старейшините избира за хан Аблай. Авторитетът му и външнополитическата конюнктура му печелят подкрепата на родовете от другите две орди – Старата и Младата. Аблай е коронован в Каркарала като хан на всички казахи. Избухналото Селско въстание в Русия отваря нови дипломатиески възможности пред Аблай и той се среща с Емелян Пугачов, обещавайки му поддръжка. Ханът не нарушава и контактите си с руското правителство, като през 1778 е признат от императрица Екатерина II като хан само на Средната орда.
Аблай хан провежда серия успешни завоевателни кампании срещу киргизите и Кокандско ханство. Умира през 1781 след като завладява Ташкент. Негов потомък е Чокан Валиханов, руски царски офицер, а през 2005 е заснета филмовата копродукция „Номад“, разказваща историята на Абилмансур Аблай хан.